# 次郎丸駅

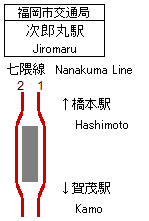
配線図

次郎丸駅（じろうまるえき）は、福岡県福岡市早良区次郎丸一丁目にある福岡市地下鉄七隈線の駅。駅番号はN02。
駅のシンボルマークは空港線・箱崎線のシンボルマークをデザインした西島伊三雄が2001年に死去したため、それ以前に描かれていた原案を元に、息子で同じくグラフィックデザイナーの西島雅幸が完成させた。モチーフは、室見川上流で放流されるホタルである。駅識別カラーは   DIC-641（系統色名：こい青）で、別府駅・福大前駅と共通。
橋本駅が管理し、日本通運福岡支店が駅業務を受託する業務委託駅である。

## 歴史
- 2000年（平成12年）6月26日 - 2001年（平成13年）2月22日：設計期間（実施設計者：長澤建築設計事務所）[1]
- 2003年（平成15年）1月24日 - 2004年（平成16年）7月31日：施工期間（施工者：銭高・白石 建設工事共同企業体）[1]
- 2005年（平成17年）2月3日：開業。開業時から業務委託駅[5]。

## 駅構造
島式ホーム1面2線を有する地下駅。
| 地階    | 出入口                       | 出入口                                     |
| 地下1階 | コンコース階                 | コンコース、案内所、自動券売機、自動改札口 |
| 地下1階 | コンコース階                 | トイレ（改札内）                           |
| 地下2階 | 1番ホーム                    | ■七隈線 博多方面（賀茂駅）→                |
| 地下2階 | 島式ホーム，右側のドアが開く |                                            |
| 地下2階 | 2番ホーム                    | ←■七隈線 橋本方面（橋本駅）                |

- 各階の面積は地上74平方メートル、地下1階2,690平方メートル、地下2階2,452平方メートル[1]。
- 利用者の目に止まる箇所に使用される「個性化壁」は、緑褐色のソイルセラミックスタイル（300mm×300mm×厚さ12mm）である[6]。

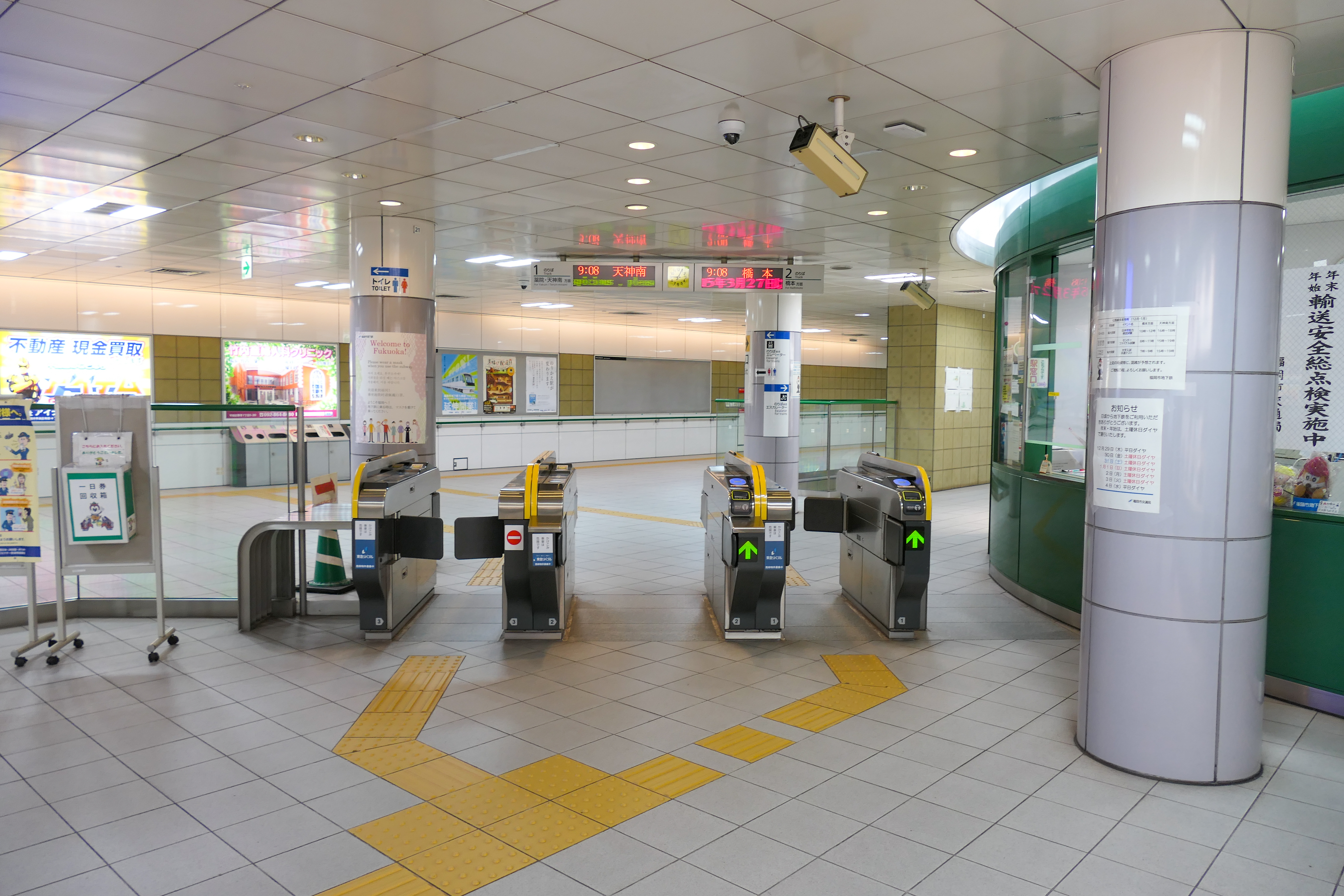
改札口（2022年12月）
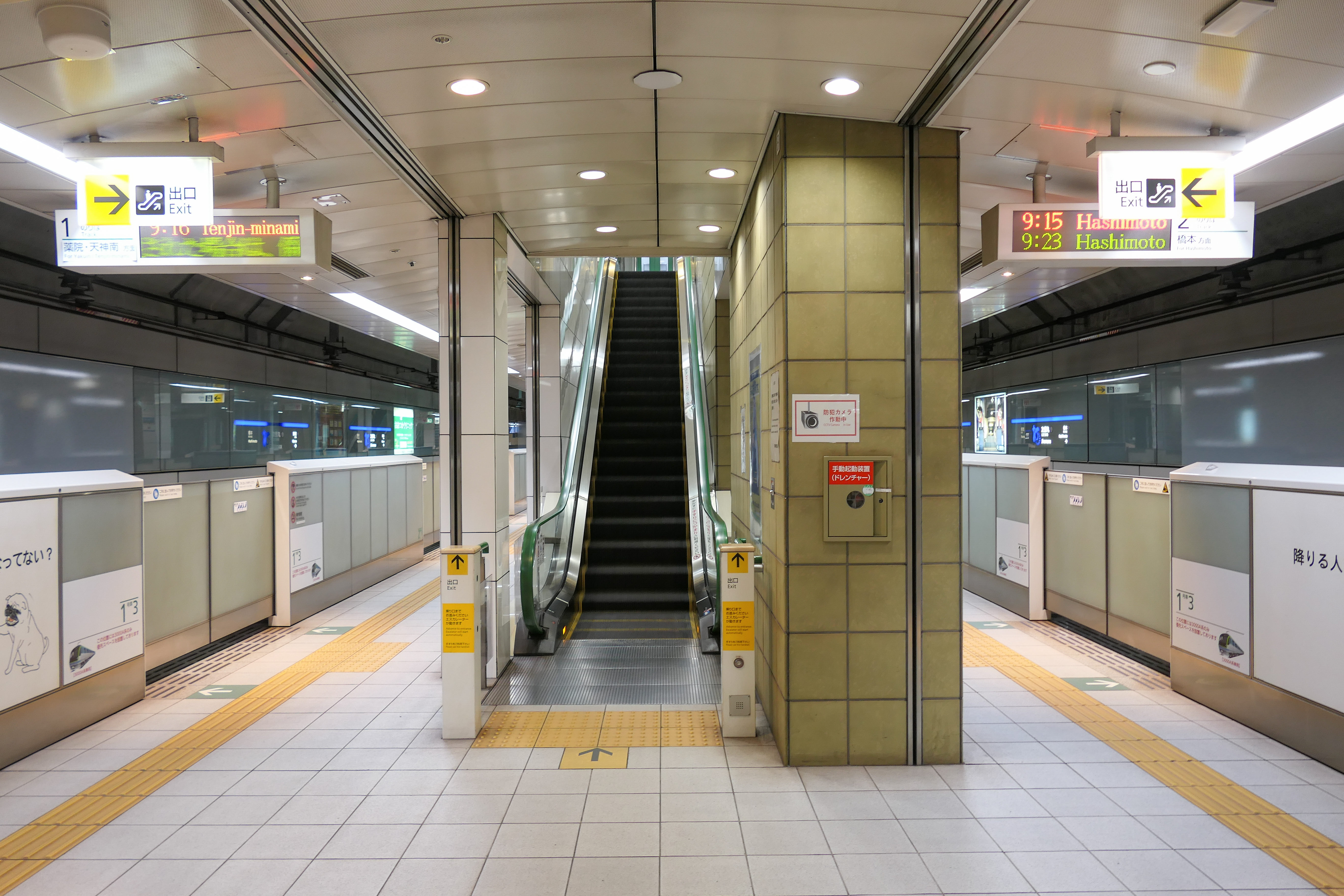
ホーム（2022年12月）
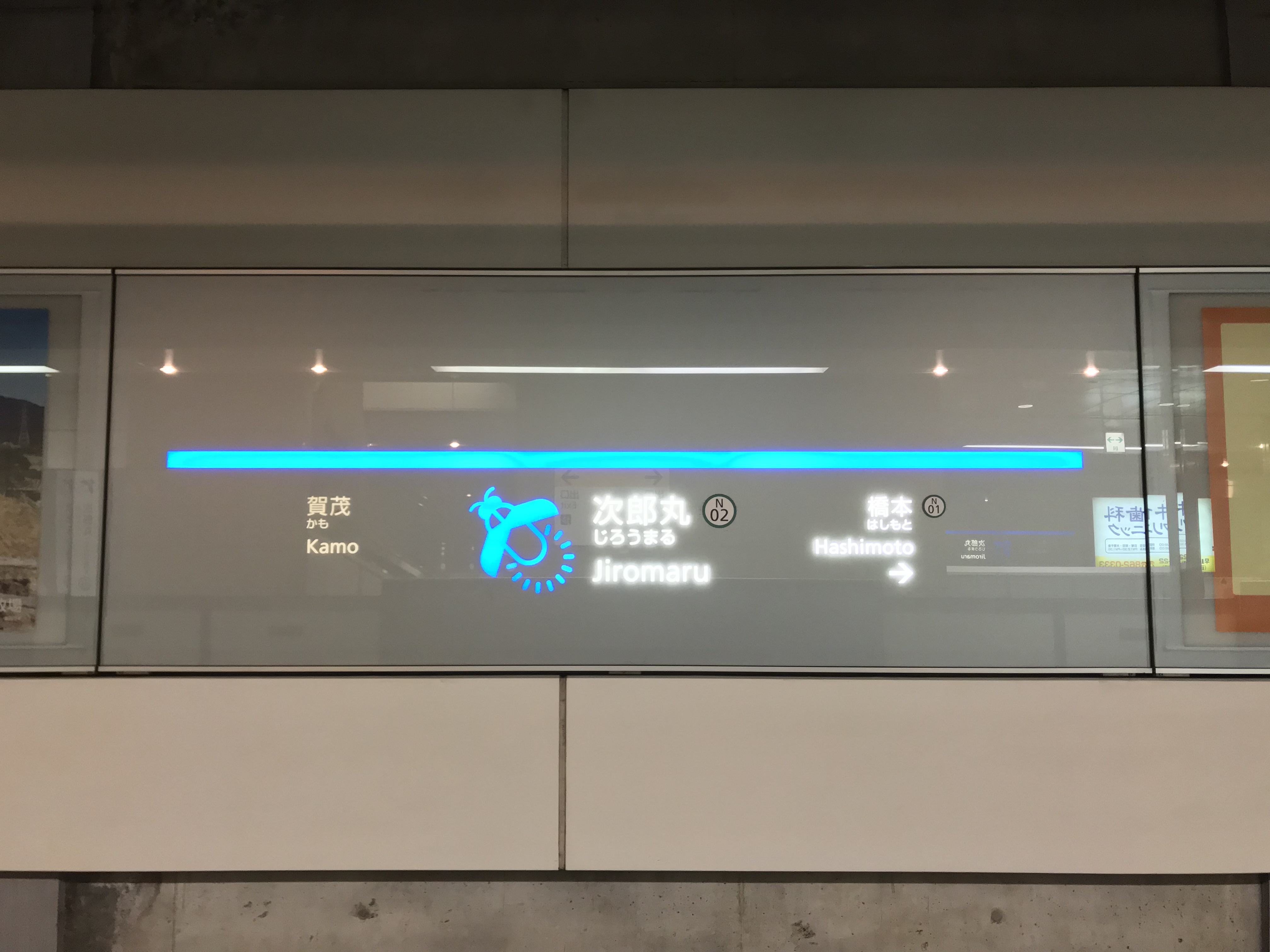
駅名標（2017年12月）

## 利用状況
2023年度の1日平均乗車人員は3,403人である。
開業以降の1日平均乗車人員の推移は下表のとおりである。
| 年度               | 1日平均 乗車人員 |
| ------------------ | ---------------- |
| 2004年（平成16年） | 1,595            |
| 2005年（平成17年） | 1,454            |
| 2006年（平成18年） | 1,762            |
| 2007年（平成19年） | 1,925            |
| 2008年（平成20年） | 2,034            |
| 2009年（平成21年） | 2,266            |
| 2010年（平成22年） | 2,282            |
| 2011年（平成23年） | 2,361            |
| 2012年（平成24年） | 2,458            |
| 2013年（平成25年） | 2,542            |
| 2014年（平成26年） | 2,690            |
| 2015年（平成27年） | 2,764            |
| 2016年（平成28年） | 2,892            |
| 2017年（平成29年） | 3,027            |
| 2018年（平成30年） | 3,119            |
| 2019年（令和元年） | 3,181            |
| 2020年（令和02年） | 2,425            |
| 2021年（令和03年） | 2,520            |
| 2022年（令和04年） | 2,799            |
| 2023年（令和05年） | 3,403            |

## 駅周辺
- 国道202号福岡外環状道路
- 福岡県道558号内野次郎丸弥生線
- 福岡医療短期大学
- 福岡歯科大学
- 福岡県立福岡講倫館高等学校
- 福岡市立有田小学校
- 福岡市立田村小学校
- 憲育保育園
- スターバックスコーヒー福岡次郎丸店
- ハローデイ次郎丸店
- タイヤ館 次郎丸店
- 西鉄バス「次郎丸駅前」「昭和新町」停留所
- はるやま福岡次郎丸店

## 隣の駅
福岡市交通局
 七隈線
橋本駅 (N01) - 次郎丸駅 (N02) - 賀茂駅 (N03)